# Maladers
Maladers – dzielnica miasta Chur w Szwajcarii, w kantonie Gryzonia, w regionie Plessur. Do 31 grudnia 2019 samodzielna gmina.  